# 맷 지로드
맷 지로드(Matt Giraud, 1985년 5월 11일 ~ )는 미국의 싱어송라이터로, 《아메리칸 아이돌 시즌 8》의 5등이다.